# Centropodia
Centropodia es un género de plantas herbáceas de la familia de las poáceas. Es originario del Norte de África, el sur y el sudoeste de África y Oriente Medio.

## Taxonomía
El género fue descrita por Ludwig Reichenbach y publicado en Conspectus Regni Vegetabilis 212a. 1828.
Citología
El número cromosómico básico del género es x = 12, con números cromosómicos somáticos de 2n = 24. 2 ploide. Cromosomas relativamente «pequeños».

## Especies
- Centropodia forskalii (Vahl) Cope
  -     - Centropodia forskalii subsp. forskalii
    - Centropodia forskalii subsp. persica (Bornm.) H. Scholz
- Centropodia fragilis (Guinet & Sauvage) Cope
- Centropodia glauca (Nees) Cope
- Centropodia mossamedensis (Rendle) Cope

## Importancia económica
Es importante la especie forrajera nativa: C. forsskalii. 